# Demokratyczna Republika Konga na Letnich Igrzyskach Olimpijskich 2016
Demokratyczną Republikę Konga na Letnich Igrzyskach Olimpijskich 2016 w Rio de Janeiro reprezentowało 4 zawodników. Był to 10. start reprezentacji Demokratycznej Republiki Konga na letnich igrzyskach olimpijskich. Do tej pory zawodnicy z tego kraju nie zdobyli żadnego medalu.

## Skład reprezentacji

### Lekkoatletyka
Zawodnicy osiągnęli wymagane minimum kwalifikacyjne na igrzyska.
| Zawodnik              | Konkurencja   | Runda 1  | Runda 1 | Finał   | Finał   |
| Zawodnik              | Konkurencja   | Wynik    | Miejsce | Wynik   | Miejsce |
| --------------------- | ------------- | -------- | ------- | ------- | ------- |
| Makorobondo Salukombo | Maraton       | —        | —       | 2:28:54 | 113.    |
| Beatrice Alice        | 5000 m kobiet | 19:29,47 | 16.     | NQ      | NQ      |

### Judo
Rodrick Kuku otrzymał zaproszenie na igrzyska jako najwyżej znajdujący się w rankingu zawodnik ze swojego kraju.
| Zawodnik     | Konkurencja     | 1/16                    | 1/8              | Ćwierćfinały     | Półfinały        | Repesaż 1        | Repesaż 2        | Repesaż 3        | Finał            | Pozycja |
| Zawodnik     | Konkurencja     | Przeciwnik Wynik        | Przeciwnik Wynik | Przeciwnik Wynik | Przeciwnik Wynik | Przeciwnik Wynik | Przeciwnik Wynik | Przeciwnik Wynik | Przeciwnik Wynik | Pozycja |
| ------------ | --------------- | ----------------------- | ---------------- | ---------------- | ---------------- | ---------------- | ---------------- | ---------------- | ---------------- | ------- |
| Rodrick Kuku | -66 kg mężczyzn | Wander Mateo P 0s1-10s3 | NQ               | NQ               | NQ               | NQ               | NQ               | NQ               | NQ               | 17.-32. |

### Taekwondo
Po raz pierwszy w historii na igrzyskach, w Taekwondo wystąpiła zawodniczka z Demokratycznej Republiki Konga. Zakwalifikowała się do turnieju dzięki drugiemu miejscu w Afrykańskim Turnieju Kwalifikacyjnym w Agadirze.
| Zawodnik    | Konkurencja   | 1/8                   | Ćwierćfinał      | Półfinał         | Repasaż          | Walka o brązowy medal | Finał            | Finał   |
| Zawodnik    | Konkurencja   | Przeciwnik Wynik      | Przeciwnik Wynik | Przeciwnik Wynik | Przeciwnik Wynik | Przeciwnik Wynik      | Przeciwnik Wynik | Pozycja |
| ----------- | ------------- | --------------------- | ---------------- | ---------------- | ---------------- | --------------------- | ---------------- | ------- |
| Rosa Keleku | -49 kg kobiet | Itzel Manjarrez P 5:9 | NQ               | NQ               | NQ               | NQ                    | NQ               | 9.      |